# Чукојевац
Чукојевац је насељено место града Краљева у Рашком округу. Према попису из 2022. било је 920 становника. Овде се налазе средњовековна некропола Пањевац и црква брвнара посвећена Богородичином покрову.

## Историја
Село Чукојевац налази се 12 километара од Краљева, у доњем делу Гружанског басена. Овај простор је био континуирано насељен од праисторије. На локалитету Округлица нађени су трагови неолитског насеља, на локалитету Градиште је пронађено утврђење и остаци од 3. до 6. века, а у Пањевцу су нађени остаци из доба Рима. Средњовековно насеље са црквином и гробљем налазило се на оближњој Ћирковској коси. У турским катастарским пописима Чукојевац се не помиње, већ је убележен само суседни Витановац. На аустријској карти израђеној 1717/18. године, види се да је територија данашњег Чукојевца била у оквиру села Витановац. У првој половини 19. века село је припадало Кнежини гружанској, односно Крагујевачкој нахији.

## Демографија
У насељу Чукојевац живи 1003 пунолетна становника, а просечна старост становништва износи 43,7 година (43,1 код мушкараца и 44,2 код жена). У насељу има 363 домаћинства, а просечан број чланова по домаћинству је 3,32.
Ово насеље је великим делом насељено Србима (према попису из 2002. године).
|  |

| Демографија | Демографија | Демографија |
| Година      | Становника  | Становника  |
| ----------- | ----------- | ----------- |
| 1948.       | 1.348       |             |
| 1953.       | 1.407       |             |
| 1961.       | 1.406       |             |
| 1971.       | 1.377       |             |
| 1981.       | 1.374       |             |
| 1991.       | 1.379       | 1.308       |
| 2002.       | 1.204       | 1.308       |

| Етнички састав према попису из 2002.‍ | Етнички састав према попису из 2002.‍ | Етнички састав према попису из 2002.‍ | Етнички састав према попису из 2002.‍ | Етнички састав према попису из 2002.‍ |
| ------------------------------------ | ------------------------------------ | ------------------------------------ | ------------------------------------ | ------------------------------------ |
|                                      |                                      |                                      |                                      |                                      |
| Срби                                 | Срби                                 |                                      | 1.197                                | 99,41%                               |
| Руси                                 | Руси                                 |                                      | 4                                    | 0,33%                                |
| Украјинци                            | Украјинци                            |                                      | 1                                    | 0,08%                                |
| Македонци                            | Македонци                            |                                      | 1                                    | 0,08%                                |
| непознато                            | непознато                            |                                      | 0                                    | 0,0%                                 |

| Година пописа     | 1948. | 1953. | 1961. | 1971. | 1981. | 1991. | 2002. |
| ----------------- | ----- | ----- | ----- | ----- | ----- | ----- | ----- |
| Број домаћинстава | 242   | 257   | 333   | 377   | 376   | 380   | 363   |

| Број чланова      | 1  | 2  | 3  | 4  | 5  | 6  | 7 | 8 | 9 | 10 и више | Просек |
| ----------------- | -- | -- | -- | -- | -- | -- | - | - | - | --------- | ------ |
| Број домаћинстава | 56 | 95 | 55 | 64 | 38 | 43 | 8 | 3 | 1 | 0         | 3,32   |

| Пол    | Укупно | Неожењен/Неудата | Ожењен/Удата | Удовац/Удовица | Разведен/Разведена | Непознато |
| ------ | ------ | ---------------- | ------------ | -------------- | ------------------ | --------- |
| Мушки  | 528    | 146              | 340          | 30             | 9                  | 3         |
| Женски | 526    | 78               | 339          | 99             | 10                 | 0         |
| УКУПНО | 1.054  | 224              | 679          | 129            | 19                 | 3         |

| Пол    | Укупно                    | Пољопривреда, лов и шумарство | Рибарство                            | Вађење руде и камена | Прерађивачка индустрија       |
| ------ | ------------------------- | ----------------------------- | ------------------------------------ | -------------------- | ----------------------------- |
| Мушки  | 280                       | 117                           | 0                                    | 0                    | 75                            |
| Женски | 144                       | 78                            | 0                                    | 0                    | 28                            |
| УКУПНО | 424                       | 195                           | 0                                    | 0                    | 103                           |
| Пол    | Производња и снабдевање   | Грађевинарство                | Трговина                             | Хотели и ресторани   | Саобраћај, складиштење и везе |
| Мушки  | 9                         | 15                            | 16                                   | 2                    | 15                            |
| Женски | 0                         | 0                             | 16                                   | 3                    | 1                             |
| УКУПНО | 9                         | 15                            | 32                                   | 5                    | 16                            |
| Пол    | Финансијско посредовање   | Некретнине                    | Државна управа и одбрана             | Образовање           | Здравствени и социјални рад   |
| Мушки  | 1                         | 0                             | 14                                   | 2                    | 4                             |
| Женски | 1                         | 0                             | 2                                    | 4                    | 9                             |
| УКУПНО | 2                         | 0                             | 16                                   | 6                    | 13                            |
| Пол    | Остале услужне активности | Приватна домаћинства          | Екстериторијалне организације и тела | Непознато            | Непознато                     |
| Мушки  | 10                        | 0                             | 0                                    | 0                    | 0                             |
| Женски | 0                         | 0                             | 0                                    | 2                    | 2                             |
| УКУПНО | 10                        | 0                             | 0                                    | 2                    | 2                             |